# Roger Powell (baloncestista)
Roger Powell Jr. (nacido el 15 de enero de 1983, en Joliet, Illinois) es un exugador de baloncesto estadounidense. Mide 1,98 metros de altura, y jugaba en la posición de alero. Es entrenador asistente en la Universidad de Valparaíso

## Equipos
- Universidad de Illinois (2001-2005)
- Utah Jazz  (2006-2007)
- Arkansas RimRockers  (2006-2007)
- Teramo Basket (2007-2008)
- Hapoel Jerusalem B.C. (2008-2009)
- CB Murcia  (2009-2010)
- JDA Dijon (2010)
- Skyliners Frankfurt (2010-2011)